# Kathedrale von Celje

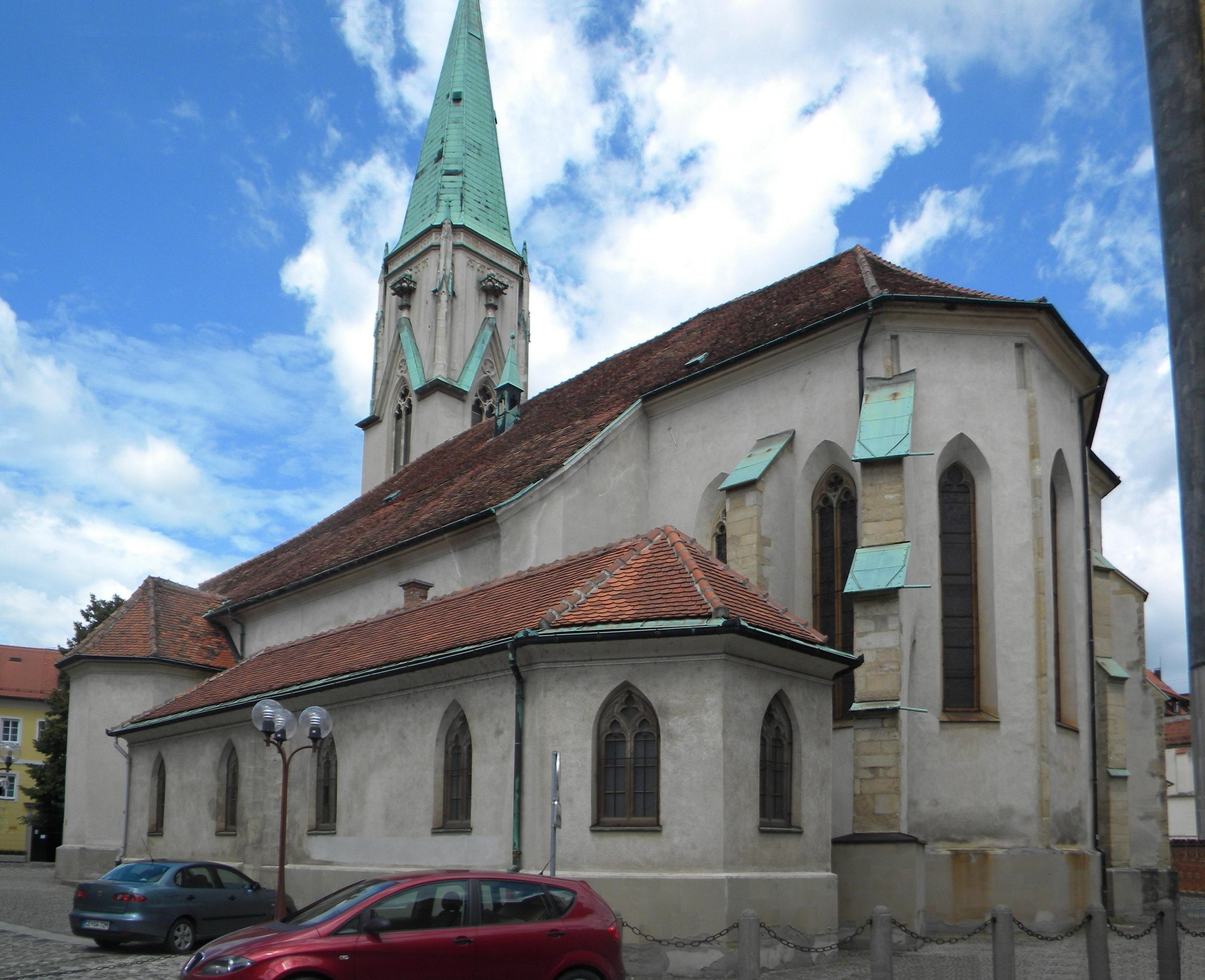
Kathedrale von Celje

Grabmal Hermann von Cilli

Die Kathedrale St. Daniel (slow. Sv. Danijel) in der slowenischen Stadt Celje ist die Bischofskirche des Bistums Celje. Das Gotteshaus ist der zweite Bau an dieser Stelle und entstand zum Beginn des 14. Jahrhunderts als Klosterkirche des außerhalb der Stadt gelegenen Klosters.

## Geschichte und Beschreibung
An Stelle der heutigen Kirche befand sich bereits im 12. Jahrhundert eine kleine Basilika. Diese wurde 1306 durch den heutigen Bau ersetzt und diente als Abteikirche der am Rand der mittelalterlichen Stadt befindlichen Abtei. Ab 1379 wurde das Kreuzrippengewölbe geschaffen, bis ins 16. Jahrhundert wurde die Kirche mehrfach umgebaut. 1413 wurde die Kapelle der Schmerzhaften Muttergottes angefügt, die sich in klassischer Gotik präsentiert. Im Jahr 1420 weihte der Freisinger Fürstbischof Hermann von Cilli den Kirchenbau. Hier befindet sich auch eine holzgeschnitzte Pietà, die den Hauptschatz der Kirche darstellt.
An die gotische Kirche wurde während der Barockzeit die mit bunten Fresken ausgestattete Franz-Xaver-Kapelle angegliedert.

## Architektur und Ausstattung

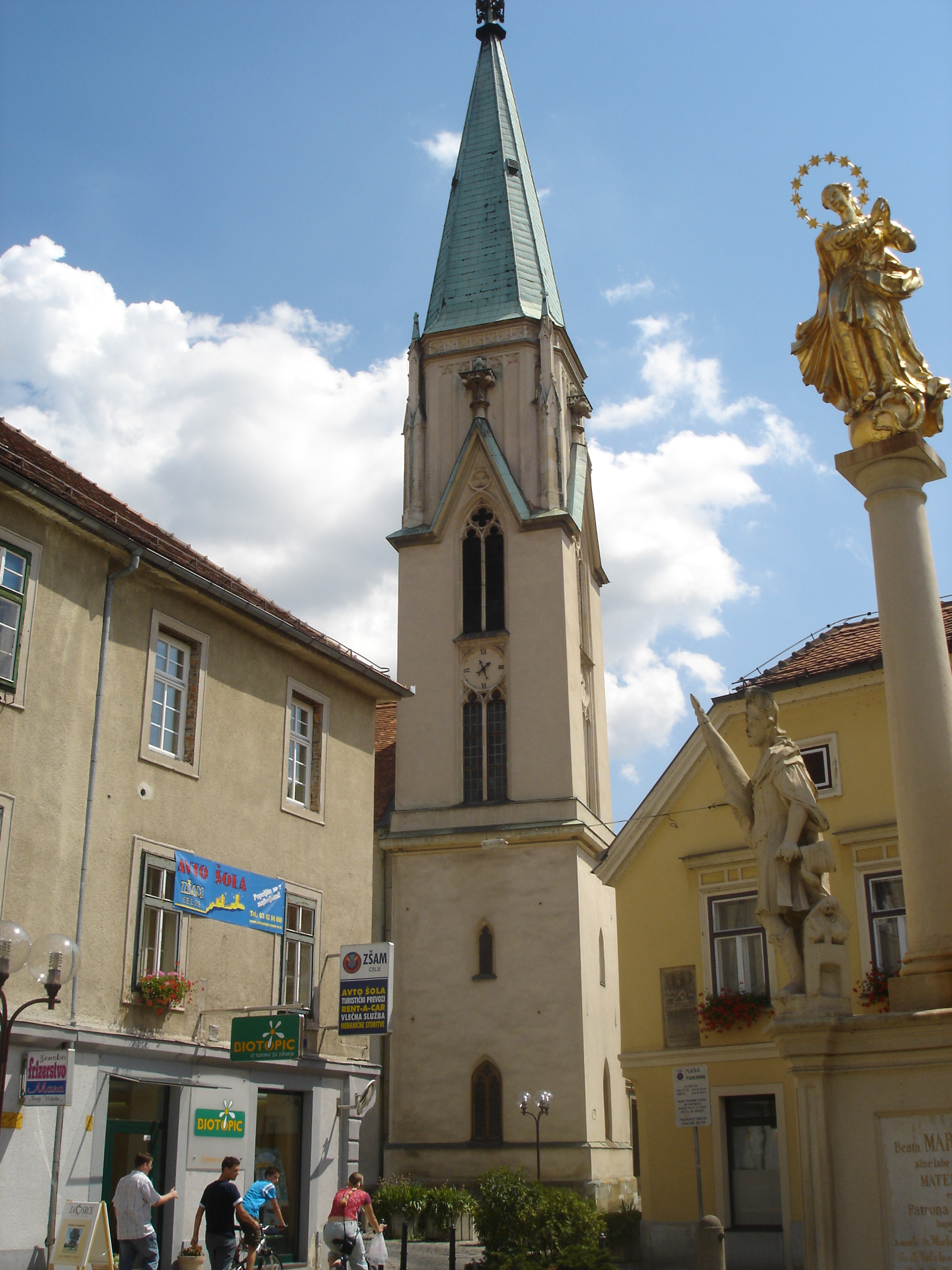
Außenansicht – Turm

Das dreischiffige Langhaus besitzt eine Flachdecke und eine Nonnenempore. Die Decken des Langhauses und des Chores sind mit Fresken aus dem 15. Jahrhundert versehen, wovon die letzteren älter sind. Das Christusfragment in der Mitte des Chores stammt sogar aus dem 14. Jahrhundert. Weitere Fresken zeigen die Heiligen Drei Könige.

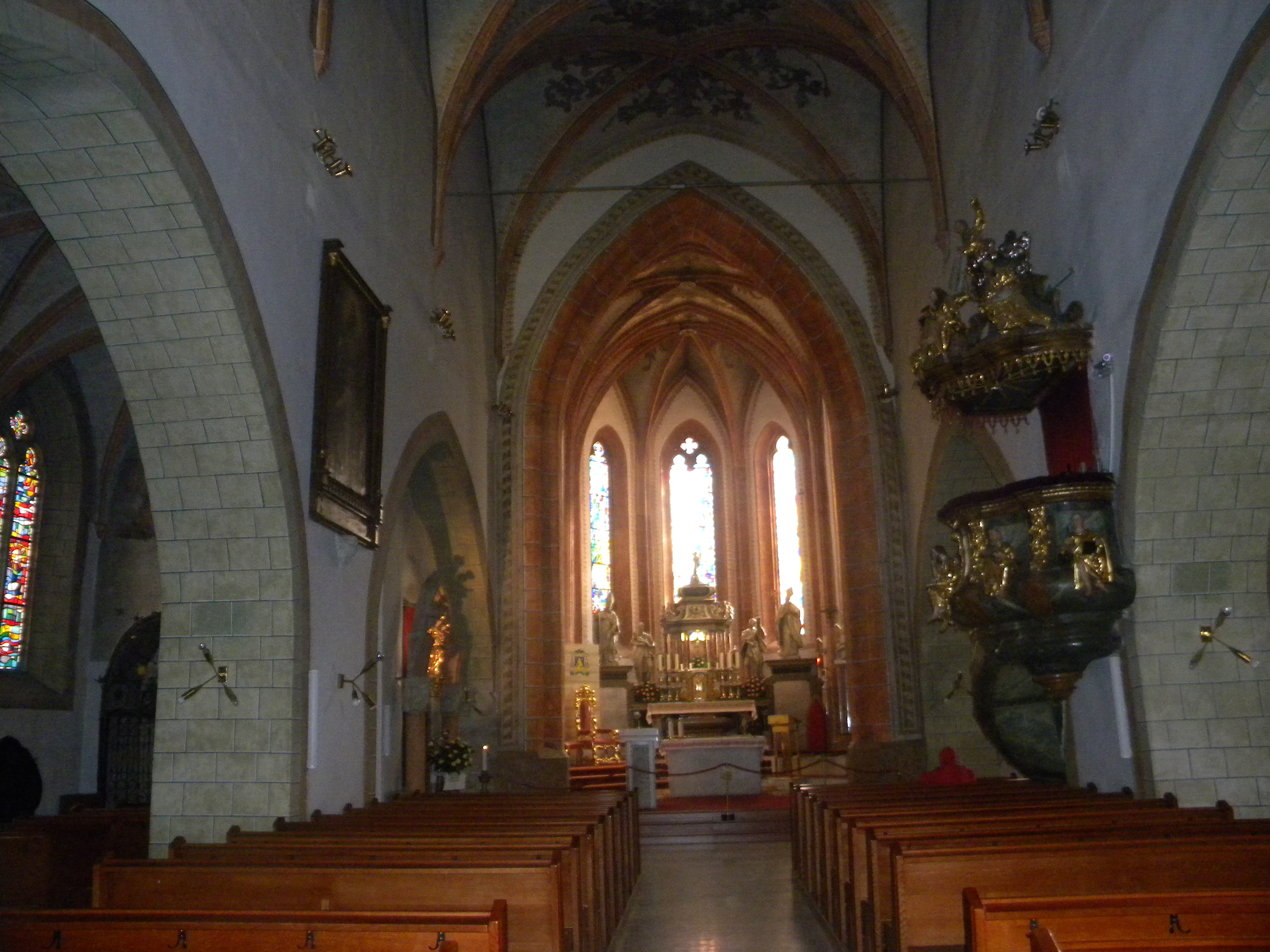
Innenansicht – Langhaus

Die Bemalung der Kanzel stammt von Michael Rosenberger, der sie 1851 restaurierte. Während der Restaurierung von 1858 erhielt die Kirche ihr heutiges neogotisches Erscheinungsbild. Diverse Grabsteine aus dem Mittelalter und der Zeit der Renaissance (15. bis 17. Jahrhundert) zieren die Außen- und Innenwände der Kirche.
Der 39. Bischof von Freising, Hermann von Cilli, der in Celje am 13. Dezember 1421 an den Folgen einer Operation starb, wurde in der Kirche beigesetzt. Sein Grabmal befindet sich jetzt im Presbyterium auf der Evangeliumsseite.
Im Zuge der Umsetzung der Liturgiereform nach dem Zweiten Vatikanischen Konzil wurden die Fenster der Muttergotteskapelle durch moderne Buntglasfenster ersetzt.